# Spinibarbus denticulatus
Spinibarbus denticulatus е вид лъчеперка от семейство Шаранови (Cyprinidae). Видът не е застрашен от изчезване.

## Разпространение
Разпространен е във Виетнам, Китай (Гуандун, Гуанси, Гуейджоу и Юннан) и Лаос.

## Описание
На дължина достигат до 41,5 cm, а теглото им е максимум 1000 g.
Популацията на вида е намаляваща.